# Província da Alta Silésia
```
   |-
       | 
Erro:
:  
valor não especificado para "
continente
"
```

A Província da Alta Silésia (em alemão:  Provinz Oberschlesien; em alemão silesiano: Provinz Oberschläsing; silesiano: Prowincyjŏ Gōrny Ślōnsk; em polonês: Prowincja Górny Śląsk) foi uma província do Estado Livre da Prússia de 1919 a 1945. Ela compreendia grande parte da região da Alta Silésia e foi dividida em duas regiões governamentais (Regierungsbezirke), chamadas Kattowitz (1939–1945), e Oppeln (1819–1945). A capital da província era Oppeln (1919–1938) e Kattowitz (1941–1945), enquanto outras cidades importantes incluíam Beuthen, Gleiwitz, Hindenburg O.S., Neiße, Ratibor e Auschwitz, adicionadas em 1941 (o local do futuro extermínio de judeus na Segunda Guerra Mundial). Entre 1938 e 1941, foi reunida com a Baixa Silésia como a Província da Silésia.